# Коли Адам копав, а Єва пряла, хто був тоді дворянин?

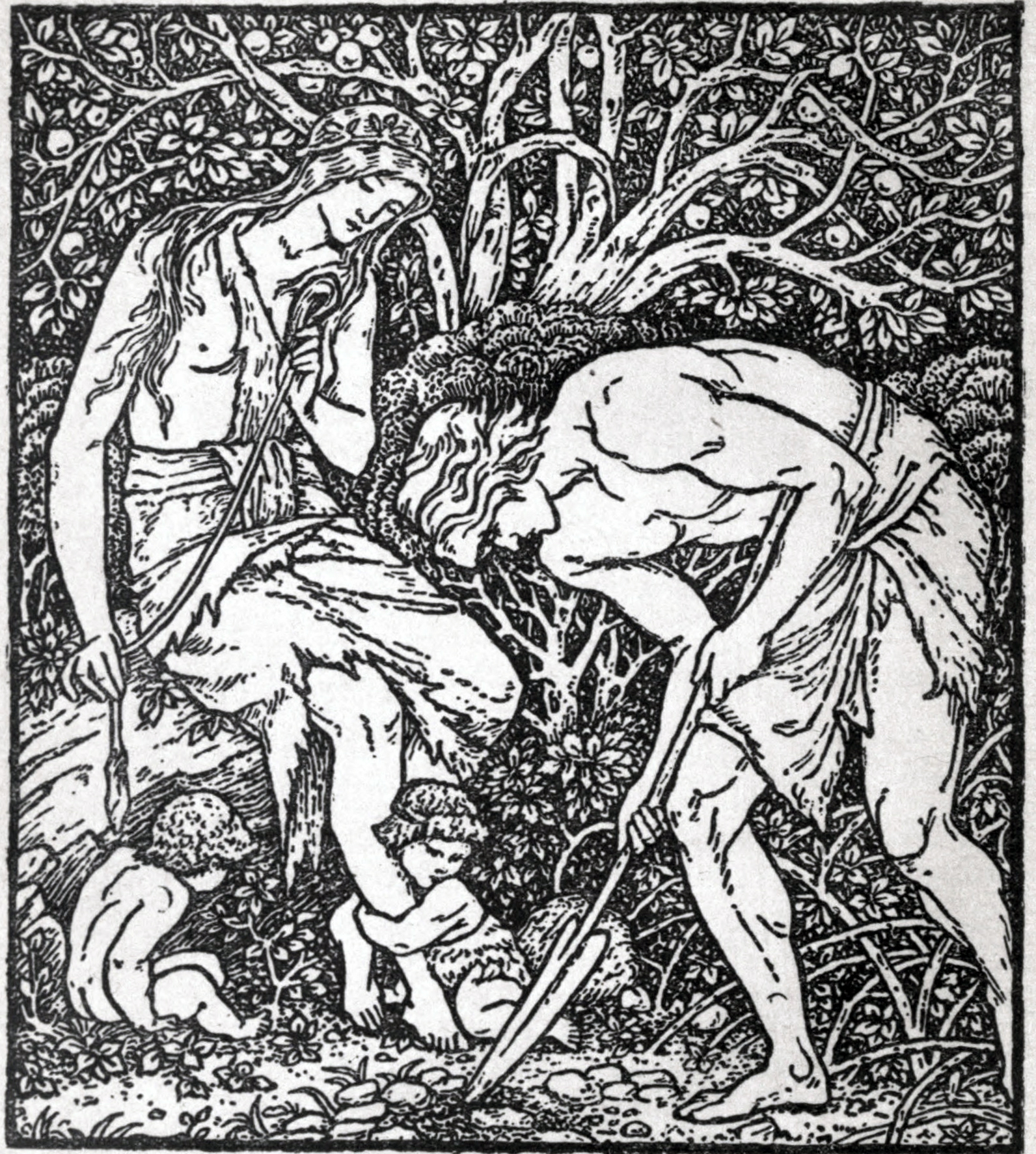
«Коли Адам орав, а Єва пряла, хто тоді був дворянином?» Ілюстрація Едварда Берн-Джонса до першого видання «Сну про Джона Болл» Вільяма Морріса (1888).

Коли Адам орав, а Єва пряла, де був вельможа? (англ. When Adam dug and Eve spun, where was the gentleman?), або Коли Адам копав, а Єва пряла, хто був дворянином? (нім. Als Adam grub und Eva spann, wer war da der Edelmann?) — прислів'я, яке походить від найбільшого повстання в Середньовічній Англії — повстання Уота Тайлера 1381 року та отримало широке поширення в ході Селянської війни в Німеччині 1524—1525 роках — найбільшому народному повстанні до Великої Французької революції. Воно ставить під сумнів легітимність дворянства та його середньовічного манорального правління над селянами на християнських засадах. Автором, ймовірно є англійський священник Джон Болл, один з лідерів повстання Уота Тайлера. 

## Історія створення
Дослідник народних пісень Вольфганг Штайніц наводить англійську версію як найдавніший доказ: Коли Адам орав, а Єва пряла, хто тоді був дворянином?. Згідно з сучасною хронікою Селянського повстання 1381 року, Джон Болл проповідував це прислів'я тисячам людей. Відповідно, Болл продовжив: Якби всі люди походили від Адама та Єви, яка б різниця була між класами, окрім того, що один клас забирав би багатство, зароблене іншим? Болла стратили в Ковентрі 15 липня 1381 року.

## Культурно-історичний вплив
У 1493 році перший німецький варіант з'явився у вірші «Wer der erst Edelmann gewest ist» (Хто був першим дворянином) бамберзького майстра Ганнса (Шпорера). До 1519 року цей напис з'являвся як графіті при дворі імператора Максиміліана I, як повідомляв Юлій Вільгельм Цинкгреф у 1624 році. У 1530 році Йоганнес Агрікола записав його у своїй збірці прислів'їв. 26 січня 1536 року перед стратою анабаптист Гайнц Краут попрощався з цим висловом на ешафоті в Єні.

У 1919/1920 роках ці рядки знайшли своє відображення у відомій німецькій народній пісні «Ми — чорний загін Гаєра»[англ]:
Als Adam grub und Eva spann, Kyrieleis!
Wo war denn da der Edelmann? Kyrieleis!
Переклад:
Коли Адам орав, а Єва пряла, Господи помилуй!
Де був дворянин? Господи помилуй!